# Ken Owen
Ken Owen (St Helens, 23 aprile 1970) è un batterista inglese.

## Biografia
È uno dei fondatori della band death metal Carcass, nella quale rimane dal 1985 al 1995, quando la band si scioglie. 
Batterista dotato di un'ottima tecnica, è considerato uno dei migliori nell'ambito del metal estremo.
I primi album della band (Reek of Putrefaction e Symphonies of Sickness) sono di genere grindcore e il suo drumming era perlopiù basato su una velocità inverosimile, elemento fondamentale per il genere.
Con il passare degli anni, il suo stile diventa più maturo, sviluppando una grande tecnica, come del resto anche il genere del gruppo subisce una notevole trasformazione, passando dal grindcore ad un progressive death metal molto tecnico.
L'album della svolta fu Necroticism - Descanting the Insalubrious, un disco molto amato dai fans del metal estremo e considerato dalla critica una perla rara del death metal.
Con Heartwork, i Carcass raggiungono l'apice della loro carriera. Brani come Carnal Forge, No Love Lost, This Mortal Coil e Blind Bleeding the Blind, mostrano la sua grande esperienza con la doppia cassa e gli intricati cambi di tempo di scuola progressive rock, genere di cui il batterista è un grande appassionato.
Dopo il primo scioglimento della band, nel 1995 fonda, insieme al cantante/bassista Jeff Walker, il gruppo hard rock dei Blackstar.
Nel febbraio 1999 viene colpito da un'emorragia cerebrale e rimane in coma per dieci mesi. Dopo una lunga riabilitazione, nel 2003 ha ripreso a suonare la batteria e oggi produce musica techno.

## Discografia

### Con i Carcass
- 1987 – Flesh Ripping Sonic Torment (demo)
- 1988 – Symphonies of Sickness (demo)
- 1988 – Reek of Putrefaction
- 1989 – The Peel Sessions (EP)
- 1989 – Symphonies of Sickness
- 1991 – Necroticism - Descanting the Insalubrious
- 1992 – Gods of Grind (split con Entombed, Confessor e Cathedral)
- 1992 – Tools of the Trade (EP)
- 1993 – Heartwork
- 1993 – The Heartwork (EP)
- 1996 – Swansong
- 2013 – Surgical Steel (cori)

### Solista
- 2015 – Symbiotic Possibilities

### Collaborazioni
- 1996 – Blackstar – Barbed Wire Soul (batteria)
- 2006 – Jeff Walker Und Die Flüffers – Welcome To Carcass Cuntry (voce nel brano The Man Comes Around)